# 山際きみ佳
山際 きみ佳（やまぎわ きみか）は、日本のオペラ歌手（メゾソプラノ）。欧文表記だと「Kimika Yamagiwa」。

## 人物・来歴
三重県四日市市出身。三重県立四日市高等学校を経て愛知県立芸術大学声楽専攻卒業。同大学大学院修了。第68回全日本学生音楽コンクール名古屋大会第1位。平成26年度北野生涯教育振興会奨学生。2015年から2019年まで滋賀県立芸術劇場 びわ湖ホール声楽アンサンブルに在籍。2019年に渡伊。イタリア在住。

## 公演歴
- 2015年12月 びわ湖ホール・中ホール『ルサルカ』にて外国の王女役[1]
- 2016年3月 びわ湖ホール・中ホール『フィガロの結婚』にてケルビーノ役[2]
- 2016年8月 びわ湖ホール・中ホール『ドン・キホーテ』にてドゥルシネ役[3]
- 2017年8月 新国立劇場・中ホール『ミカド』にてピープボー役[4]
- 2018年2月 びわ湖ホール・中ホール『ヘンゼルとグレーテル』にてヘンゼル役[5]
- 2018年9月 びわ湖ホール・中ホール『ドン・ジョヴァンニ』にてヅェルリーナ役[6]
- 2020年2月 トリエステ・ヴェルディ歌劇場『ボリス・ゴドノフ』にてフョードル役[7]